# Лехтер, Мельхиор
Mельхиор Лехтер (нем. Melchior Lechter; 2 октября 1865, Мюнстер — 8 октября 1937, Рарон, Швейцария) — немецкий художник, график, иллюстратор и витражист, работавший преимущественно в югендштиле .

## Жизнь и творчество
Мельхиор Лехтер уже в юные годы проявляет одарённость как художник. Интересовался также музыкой Рихарда Вагнера и Франца Листа, философскими работами Артура Шопенгауэра и Фридриха Ницше. В 14-летнем возрасте начинает обучаться живописи по стеклу. Посещает занятия рисунка, графики м дизайна в мюнстерской Художественной школе. В 1884 году уезжает в Берлин и поступает в местный Университет искусств, параллельно занимаясь росписью по стеклу. В 1894 году проходит первая в Берлине выставка его работ, после которой творчество художника завоёвывает признание у берлинцев. Особое значение для него имело знакомство с поэтом Стефаном Георге, перешедшее в тесную дружбу. М.Лехтер оформляет для поэта целый ряд его сборников стихотворений, вышедших в свет в издательстве Georg Bondi Verlag. В 1896 году проходит первая выставка М.Лехтера с его рисунками на стекле. К наиболее известным из них можно отнести два витража на окнах его спальной комнаты на тему Тристан и Изольда. В том же 1896 году художник получает заказы на создание витражей для церкви св. Симеона и так называемого «Первого романского дома» в Берлине. В 1898 году по заданию мебельного фабриканта Якоба Палленберга М.Лехтер оформляет «зал Палленберга» в открывающемся в Кёльне Музее прикладного искусства. Как высокую оценку его заслуг в оформительском мастерстве в 1899—1900 годы следует принять присуждённую художнику Большую премию на Всемирной парижской выставке 1900 года.
В 1906 году М.Лехтер вступает в Теософское общество Адьяр. В 1907 он получает от властей провинции Вестфалия заказ на дизайнерские работы (создание витражей) для нового здания Вестфальского земельного музея в Мюнстере. При презентации в 1910 году этой его работы в стенах музея проходит первая большая ретроспективная выставка Мельхиора Лехтера. В 1923 году он передаёт в дар этому музею своё творческое наследие.
В сентябре 1910 года художник, вместе с Карлом Вольфскелем, отправляется в путешествие по Индии. В течение пяти месяцев они посещают Цейлон, Мадрас и Бенгалию (реку Адьяр, место поклонения Теософического общества М.Лехтера). Записки и дневник из этого путешествия, с иллюстрациями автора, небольшим тиражом (в 333 экземпляра) затем был выпущен М.Лехтером в основанном им издательстве «Einhorn Presse».
Художник скончался в Швейцарии во время посещения им могилы австрийского поэта Р. М. Рильке.

## Галерея
- Зал Палленберга в кёльнском Музее прикладного искусства (1900)
- Плакат к Большой берлинской художественной выставке (1897)
- Иллюстрация к «Седьмому кольцу» Стефана Гейма (1907)
- «Берёзовая роща» (1929)
- Эскиз к «Посвящению у мистического источника» (1900)

## Дополнения
- Инвентаризация бумаг Мельхиора Лехтера, 1879—1937 (на английском языке)
- Краткая биография (на немецком языке)